# Omeleanivka, Nîjnohirskîi
Omeleanivka (în ucraineană Омелянівка) este o comună în raionul Nîjnohirskîi, Republica Autonomă Crimeea, Ucraina, formată numai din satul de reședință.

## Demografie
Componența lingvistică a comunei Omeleanivka
     Rusă (77,39%)
     Tătară crimeeană (11,66%)
     Ucraineană (9,58%)
     Alte limbi (0,48%)
Conform recensământului din 2001, majoritatea populației comunei Omeleanivka era vorbitoare de rusă (77,39%), existând în minoritate și vorbitori de tătară crimeeană (11,66%) și ucraineană (9,58%).